# حركة الخاكسار
 حركة الخاكسار (بالأردية: تحریکِ خاکسار) حركة اجتماعية أسّسها عناية الله المشرقي سنة 1931 في لاهور، البنجاب بالهند البريطانية، بهدف تحرير الهند من حكم الإمبراطورية البريطانية وإنشاء حكومة هندوسية إسلامية في الهند. كانت عضوية حركة الخاكسار مفتوحة للجميع وليس لديها رسوم عضوية بغض النظر عن دين الشخص أو عرقه أو طبقته الاجتماعية أو وضعه الاجتماعي.

## تاريخ

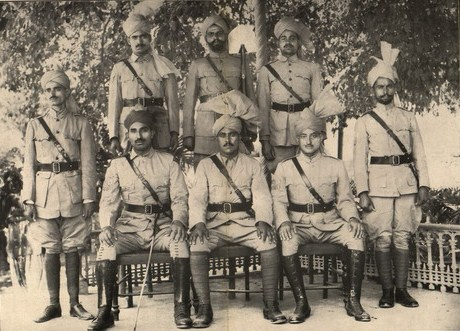
الزي العسكري لأعضاء حركة الخاكسار

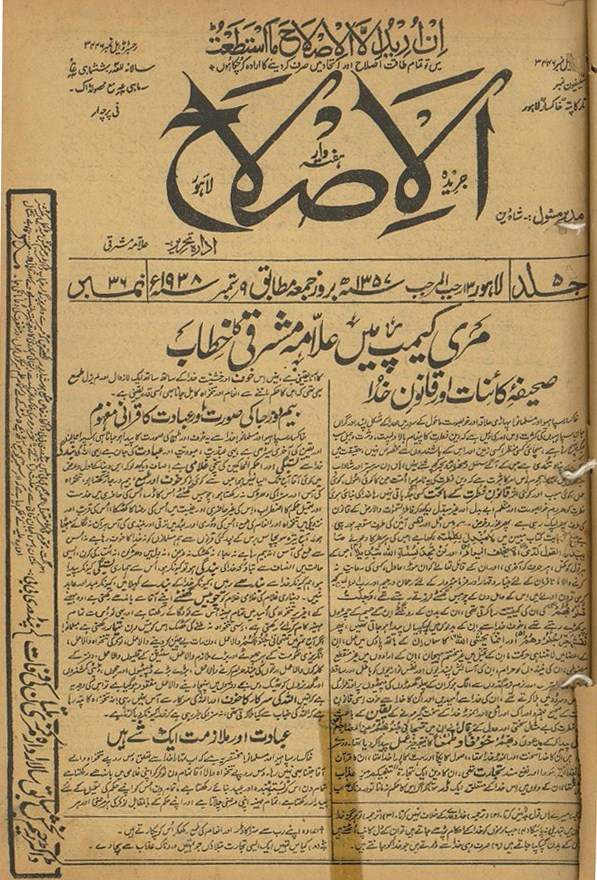
(الإصلاح)، صحيفة أسبوعية تُصدرها حركة الخاكسار

أسّس عناية الله المشرقي حركة الخاكسار حوالي سنة 1930، بهدف النهوض بحالة الشعب بغض النظر عن أي دين أو طائفة.
أُخذت التسمية من الكلمتين الفارسيتين (خاك) و (سار)، ومعناهما على التوالي (الغبار) و (الحياة)، وتعني مجتمعتين (الشخص المتواضع).
باعتماد الخطاب الثوري، بدأ المشرقي في تجنيد أتباع لقضيته في قريته عيشرة بالقرب من لاهور. وذكر تقرير أن الحركة بدأت بـ 90 متابعا. توسعت بسرعة، بإضافة 300 عضو شاب في غضون أسابيع قليلة. بحلول عام 1942، أفادت تقارير عن أن عدد الأعضاء وصل إلى أربعة ملايين. وقد كانت الحركة تًصدر صحيفة أسبوعية تسمى الإصلاح.
في 4 أكتوبر 1939، بعد بدء الحرب العالمية الثانية، عرض المشرقي - الذي كان آنذاك في سجن لكهنؤ - زيادة حجم المنظمة للمساعدة في الحرب. وقد عرض على قوة قوامها 30 ألف جندي مدرب للدفاع عن داخل الهند، و10 آلاف للشرطة، و10000 لتقديم المساعدة لتركيا أو للقتال على الأراضي الأوروبية. لكن لم يتم قبول عرضه.[بحاجة لمصدر]
نظرًا لبيان الحركة الصارم والسياسات الصارمة للالتزام بأيديولوجيتها، غالبًا ما كانت تتعارض مع الحكومة البريطانية الحاكمة. أمضى المشرقي وبعض أتباعه الكثير من الوقت في سجون الحكومة البريطانية. وكثيرا ما كان يتم الإبقاء على المشرقي في السجن دون أي إجراءات قانونية.
عارضت الحركة تقسيم الهند، ونادت إلى تأسيس دولة الهند الحرة والموحدة.
قام المشرقي بحلّ حركة الخاكسار في 4 يوليو 1947 بعدما تبيّن له أنّ أن مسلمي الهند أصبحوا أكثر اهتماما بفكرة إنشاء دولة إسلامية منفصلة جديدة (أي باكستان)، فقد تعارضت أهداف حركة الخاسكار المتمثلة في توحيد الهند (بصرف النظر عن الدين) مع أهداف رابطة مسلمي عموم الهند ومحمد علي جناح الداعية لتحقيق الحكم الذاتي لمسلمي الهند وإقامة دولة مستقلة. لذلك انجذب عدد كبير من السكان المسلمين الهنود لتشكيل دولة إسلامية منفصلة، وبالتالي ساعدوا في إنشاء باكستان في عام 1947.

## الأفكار
اعتبر المشرقي سنة 1931 أن لحركة خاسكار ثلاثة أهداف واضحة: «تعظيم الله تعالى، ووحدة الأمة، وخدمة البشرية». بالإضافة إلى ذلك، حدد المشرقي أربعة وعشرين مبدءاً في 29 نوفمبر 1936 في خطاب إلى معسكر الخاكسار في سيالكوت. شجع هذا الخطاب - ومجموعة من المبادئ التي وضعها مؤسس الحركة - الأعضاء على خدمة الناس بغض النظر عن طوائفهم أو دينهم، وكان من المتوقع أن تُقنع الحركة الآخرين بالانضمام.
في 14 مارس 1937، خاطب المشرقي مرة أخرى معسكرًا للخاكسار في لاهور لتوضيح المبادئ التي أصبحت أساس الحركة. وهناك من اعتبر أنّ المبادئ التي تتأسّس عليها الحركة كانت ديكتاتورية وعسكرية. فقد كان المشرقي هو «الخاكسار الأعظم»، وكان يحق له إزالة أي عضو من الحركة بينما لم يكن هناك إجراء لإزاحته.
كان متطوعو حركة الخاكسار يشاركون يوميًا في العرض العسكري والعمل الاجتماعي. وشوهدوا وهم يتدربون ويستعرضون في الملاعب والشوارع والأحياء، مرتدين الزي الكاكي والبستوني على أكتافهم.